# Joshua Seney

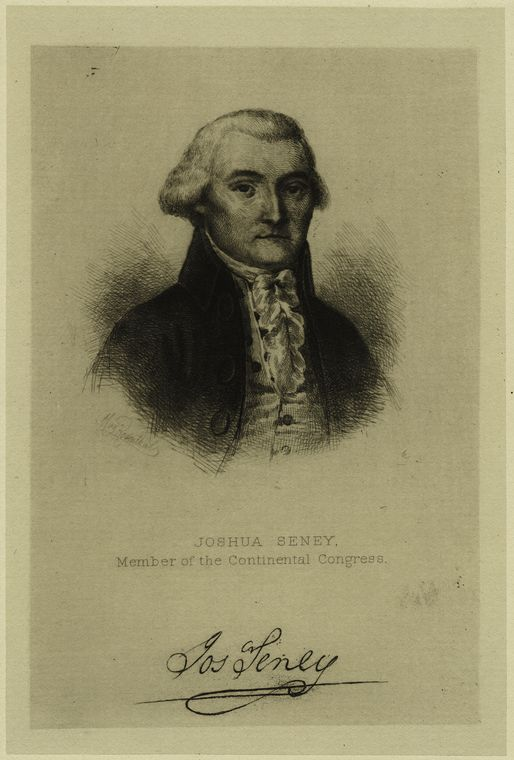
Joshua Seney

Joshua Seney (* 4. März 1756 bei Church Hill, Queen Anne’s County, Province of Maryland; † 20. Oktober 1798 ebenda) war ein US-amerikanischer Politiker. Zwischen 1789 und 1792 vertrat er den Bundesstaat Maryland im US-Repräsentantenhaus.

## Werdegang
Joshua Seney besuchte die öffentlichen Schulen seiner Heimat und studierte danach bis 1773 an der University of Pennsylvania in Philadelphia. Nach einem Jurastudium und seiner Zulassung als Rechtsanwalt begann er in diesem Beruf zu arbeiten. Während sein Vater als Oberstleutnant im Unabhängigkeitskrieg diente, bewirtschaftete er die familieneigene Farm. Im Jahr 1779 wurde er zum Polizeichef im Queen Anne’s County ernannt. In den 1780er Jahren schlug Seney auch eine politische Laufbahn ein. Von 1785 bis 1787 saß er im Abgeordnetenhaus von Maryland; im Jahr 1788 wurde er in den Kontinentalkongress berufen. Politisch stand er in Opposition zu der ersten von Präsident George Washington gebildeten Bundesregierung (Anti-Administration-Fraktion).
Bei den Kongresswahlen des Jahres 1789 wurde Seney im zweiten Wahlbezirk von Maryland in das damals noch in New York tagende US-Repräsentantenhaus gewählt, wo er am 4. März 1789 sein neues Mandat antrat. Nach einer Wiederwahl konnte er bis zu seinem Rücktritt am 6. Dezember 1792 im Kongress verbleiben. Grund seiner Demisson war seine Ernennung zum Vorsitzenden Richter im dritten Gerichtsbezirk von Maryland. Seney übte sein Richteramt zwischen 1792 und 1796 aus. Im Jahr 1798 bewarb er sich erfolgreich um seine Rückkehr in den Kongress. Er starb aber bereits am 20. Oktober dieses Jahres und konnte somit sein Mandat am 4. März 1799 nicht antreten.